# William Molesworth (8e baronnet)
Pour les articles homonymes, voir Molesworth.
William Molesworth (23 mai 1810 – 22 octobre 1855) est un homme politique radical britannique, membre du cabinet de coalition de George Hamilton-Gordon de 1853 jusqu'à son décès en 1855, en tant que premier commissaire aux travaux puis secrétaire des colonies.   

## Biographie
Il est né à Londres et devient baronnet en 1823. Il est éduqué en privé avant d'entrer au collège Saint-Jean, à Cambridge. Déménageant au Trinity College, il se bat en duel avec son tuteur et est renvoyé de l'université . Il étudie également à l'étranger et à l'Université d'Édimbourg pendant un certain temps. Il est membre de la London Electrical Society. 

## Carrière politique
À la suite de l'adoption de la réforme parlementaire de 1832 il est élu à la Chambre des communes du Royaume-Uni pour la circonscription de Cornouailles de l'est, afin de soutenir le ministère de Lord Grey. Par l'intermédiaire de Charles Buller, il fait la connaissance de George Grote et de James Mill. En avril 1835, il fonde conjointement avec Roebuck la London Review en tant qu'organe des radicaux philosophiques. Après la publication de deux volumes, il achète la Westminster Review, et pendant un certain temps, les magazines unifiés sont édités par lui et John Stuart Mill. Buller et Molesworth sont associés à Edward Gibbon Wakefield et à ses projets de colonisation de l’Australie du Sud, du Canada et de la Nouvelle-Zélande. 
De 1837 à 1841, il siège pour Leeds et acquiert une influence considérable à la Chambre des communes par ses discours et par son tact en présidant le comité de Déportation pénale. Mais son radicalisme n’a guère impressionné ni la maison ni sa circonscription. En 1839, il commence et mène à bien, au prix de £ 6000, une réimpression de l’ensemble des écrits divers et volumineux de Thomas Hobbes, placés dans la plupart des bibliothèques universitaires et provinciales anglaises. La publication le dessert dans la vie publique, ses adversaires cherchant à l'identifier avec les opinions libres de Thomas Hobbes sur la pensée religieuse, ainsi qu'avec les conclusions du philosophe en faveur du gouvernement despotique. De 1841 à 1845, il ne siège à aucun parlement, mais en 1842, il est haut-shérif de Cornouailles. 
En 1845, il est élu à Southwark et conserve ce siège jusqu'à sa mort. À son retour au Parlement, il accorde une attention particulière à la situation des colonies et est le ardent défenseur de leur gouvernement autonome. En janvier 1853, lord Aberdeen le nomme comme le seul membre radical dans sa coalition comme premier commissaire des travaux, le poste principal par lequel son nom est mis en évidence au moment la construction du nouveau Pont de Westminster. Il est également le premier à ouvrir Kew Gardens le dimanche. En juillet 1855, il est nommé secrétaire des colonies, poste qu'il occupe jusqu'à sa mort en octobre de la même année. 

## Vie privée
On sait que Molesworth a rassemblé, paraphrasé et publié de nombreuses œuvres de Thomas Hobbes entre 1839 et 1845 dans les onze volumes de The English Works de Thomas Hobbes de Malmesbury; Maintenant recueilli et édité pour la première fois par Sir William Molesworth, Bart. Ces travaux comprenaient la traduction par Hobbes de l' Iliade. 
Molesworth épouse Andalousie Grant Carstairs le 9 juillet 1844. Elle a été chanteuse et n'appartenait pas à une famille noble. La famille de Moleworth était opposée au mariage. 
Il est décédé le 22 octobre 1855 à l'âge de 45 ans. Il est enterré au cimetière Kensal Green, à Londres, du côté nord de l'allée principale menant de l'entrée à la chapelle centrale.   